# Pocziwało
Pocziwało (mac. Почивало) – wieś w gminie miejskiej Sztip w środkowej Macedonii Północnej.

## Demografia
Według spisu ludności z 2021 we wsi Pocziwało mieszkało 63 mieszkańców.

### Rasy i pochodzenie
Według wyżej wspomnianych danych we wsi Pocziwało mieszkało 60 Turków i trzech mieszkańców innego pochodzenia.